# Campeonato Mundial de Voleibol Masculino de 1978
El IX Campeonato Mundial de Voleibol Masculino se celebró en Roma (Italia) entre el 20 de septiembre y el 1 de octubre de 1978 bajo la organización de la Federación Internacional de Voleibol (FIVB) y la Federación Italiana de Voleibol.

## Grupos
| Grupo A | Grupo B   | Grupo C         | Grupo D   | Grupo E           | Grupo F        |
| ------- | --------- | --------------- | --------- | ----------------- | -------------- |
| China   | México    | Brasil          | Japón     | Alemania Oriental | Checoslovaquia |
| Egipto  | Finlandia | Túnez           | Argentina | Canadá            | Estados Unidos |
| Italia  | Polonia   | Unión Soviética | Cuba      | Bulgaria          | Corea del Sur  |
| Bélgica | Venezuela | Francia         | Hungría   | Países Bajos      | Rumanía        |

## Primera fase

### Grupo A
| Equipo  | J | G | P | SG | SP | DS | PTS |
| ------- | - | - | - | -- | -- | -- | --- |
| Italia  | 3 | 3 | 0 | 9  | 1  | +8 | 6   |
| China   | 3 | 2 | 1 | 7  | 4  | +3 | 5   |
| Bélgica | 3 | 1 | 2 | 4  | 8  | -4 | 4   |
| Egipto  | 3 | 0 | 3 | 2  | 9  | -7 | 3   |

### Grupo B
| Equipo    | J | G | P | SG | SP | DS | PTS |
| --------- | - | - | - | -- | -- | -- | --- |
| Polonia   | 3 | 3 | 0 | 9  | 1  | +8 | 6   |
| México    | 3 | 2 | 1 | 6  | 6  | 0  | 5   |
| Venezuela | 3 | 1 | 2 | 4  | 8  | -4 | 4   |
| Finlandia | 3 | 0 | 3 | 5  | 9  | -4 | 3   |

### Grupo C
| Equipo          | J | G | P | SG | SP | DS | PTS |
| --------------- | - | - | - | -- | -- | -- | --- |
| Unión Soviética | 3 | 3 | 0 | 9  | 1  | +8 | 6   |
| Brasil          | 3 | 2 | 1 | 7  | 4  | +3 | 5   |
| Francia         | 3 | 1 | 2 | 4  | 6  | -2 | 4   |
| Túnez           | 3 | 0 | 3 | 0  | 9  | -9 | 3   |

### Grupo D
| Equipo    | J | G | P | SG | SP | DS | PTS |
| --------- | - | - | - | -- | -- | -- | --- |
| Cuba      | 3 | 3 | 0 | 9  | 1  | +8 | 6   |
| Japón     | 3 | 2 | 1 | 7  | 4  | +3 | 5   |
| Hungría   | 3 | 1 | 2 | 4  | 6  | -2 | 4   |
| Argentina | 3 | 0 | 3 | 0  | 9  | -9 | 3   |

### Grupo E
| Equipo            | J | G | P | SG | SP | DS | PTS |
| ----------------- | - | - | - | -- | -- | -- | --- |
| Bulgaria          | 3 | 3 | 0 | 9  | 1  | +8 | 6   |
| Alemania Oriental | 3 | 2 | 1 | 6  | 3  | +3 | 5   |
| Países Bajos      | 3 | 1 | 2 | 3  | 8  | -5 | 4   |
| Canadá            | 3 | 0 | 3 | 3  | 9  | -6 | 3   |

### Grupo F
| Equipo         | J | G | P | SG | SP | DS | PTS |
| -------------- | - | - | - | -- | -- | -- | --- |
| Corea del Sur  | 3 | 3 | 0 | 9  | 3  | +6 | 6   |
| Checoslovaquia | 3 | 2 | 1 | 8  | 5  | +3 | 5   |
| Rumanía        | 3 | 1 | 2 | 6  | 6  | 0  | 4   |
| Estados Unidos | 3 | 0 | 3 | 0  | 9  | -9 | 3   |

## Segunda fase

### Grupo G
| Equipo            | J | G | P | SG | SP | DS  | PTS |
| ----------------- | - | - | - | -- | -- | --- | --- |
| Unión Soviética   | 5 | 5 | 0 | 15 | 3  | +12 | 10  |
| Italia            | 5 | 4 | 1 | 12 | 7  | +5  | 9   |
| China             | 5 | 2 | 3 | 10 | 10 | 0   | 7   |
| Brasil            | 5 | 2 | 3 | 10 | 11 | -1  | 7   |
| Bulgaria          | 5 | 2 | 3 | 7  | 11 | -4  | 7   |
| Alemania Oriental | 5 | 0 | 5 | 3  | 15 | -12 | 5   |

### Grupo H
| Equipo         | J | G | P | SG | SP | DS  | PTS |
| -------------- | - | - | - | -- | -- | --- | --- |
| Cuba           | 5 | 5 | 0 | 15 | 5  | +10 | 10  |
| Corea del Sur  | 5 | 3 | 2 | 12 | 9  | +3  | 8   |
| Polonia        | 5 | 3 | 2 | 10 | 9  | +1  | 8   |
| Checoslovaquia | 5 | 2 | 3 | 11 | 9  | +2  | 7   |
| Japón          | 5 | 2 | 3 | 9  | 10 | -1  | 7   |
| México         | 5 | 0 | 5 | 0  | 15 | -15 | 5   |

## Fase final
|  | Semifinales     | Semifinales |   |               | Final           | Final |  |
|  |                 |             |   |               |                 |       |  |
|  |                 |             |   |               |                 |       |  |
|  |                 |             |   |               |                 |       |  |
|  | Unión Soviética | 3           |   |               |                 |       |  |
|  | Corea del Sur   | 0           |   |               |                 |       |  |
|  |                 |             |   |               |                 |       |  |
|  |                 |             |   |               |                 |       |  |
|  |                 |             |   |               | Unión Soviética | 3     |  |
|  |                 | Italia      | 0 |               |                 |       |  |
|  |                 |             |   |               |                 |       |  |
|  |                 |             |   |               |                 |       |  |
|  |                 |             |   |               | Tercer Puesto   |       |  |
|  |                 |             |   |               |                 |       |  |
|  | Italia          | 3           |   | Corea del Sur | 1               |       |  |
|  | Cuba            | 1           |   |               | Cuba            | 3     |  |

## Medallero
|                 |        |      |
| Unión Soviética | Italia | Cuba |

## Clasificación general
| 1. Unión Soviética   |
| 2. Italia            |
| 3. Cuba              |
| 4. Corea del Sur     |
| 5. Checoslovaquia    |
| 6. Brasil            |
| 7. China             |
| 8. Polonia           |
| 9. Alemania Oriental |
| 10. Bulgaria         |
| 11. Japón            |
| 12. México           |
| 13. Rumanía          |
| 14. Hungría          |
| 15. Francia          |
| 16. Países Bajos     |
| 17. Finlandia        |
| 18. Bélgica          |
| 19. Estados Unidos   |
| 20. Canadá           |
| 21. Venezuela        |
| 22. Argentina        |
| 23. Egipto           |
| 24. Túnez            |

| Predecesor: México 1974 | IX Campeonato Mundial de Voleibol Masculino 1978 | Sucesor: Argentina 1982 |

- Datos: Q939228